# آق‌شوقیر
آق‌شوقیر (قزاقی: Ақшұқыр) یک شهر و منطقه مسکونی در قزاقستان است که در استان مین‌قشلاق واقع شده‌است.